# Stančići
Stančići is een plaats in de gemeente Bjelovar in de Kroatische provincie Bjelovar-Bilogora. De plaats telt 121 inwoners (2001).